# Olympische Sommerspiele 1972/Schwimmen – 200 m Schmetterling (Männer)
Der Schwimmwettkampf über 200 Meter Schmetterling der Männer bei den Olympischen Spielen 1972 in München wurde am 28. August ausgetragen.

## Ergebnisse

### Vorläufe

#### Vorlauf 1
| Rang | Athlet          | Nation             | Zeit (min) | Anm.  |
| ---- | --------------- | ------------------ | ---------- | ----- |
| 1    | Gary Hall       | Vereinigte Staaten | 2:03,70    | OR, Q |
| 2    | András Hargitay | Ungarn             | 2:05,05    | Q     |
| 3    | Roger Pyttel    | DDR                | 2:08,72    |       |
| 4    | Sean Maher      | Großbritannien     | 2:09,39    |       |
| 5    | Jorge Jaramillo | Kolumbien          | 2:10,24    |       |
| 6    | Walter Mack     | BR Deutschland     | 2:11,03    |       |
| 7    | Wasil Dobrew    | Bulgarien          | 2:11,28    |       |

#### Vorlauf 2
| Rang | Athlet             | Nation              | Zeit (min) | Anm.  |
| ---- | ------------------ | ------------------- | ---------- | ----- |
| 1    | Robin Backhaus     | Vereinigte Staaten  | 2:03,11    | OR, Q |
| 2    | Folkert Meeuw      | BR Deutschland      | 2:06,13    | Q     |
| 3    | Yasuhiro Komazaki  | Japan               | 2:08,72    |       |
| 4    | Hugo Valencia      | Mexiko              | 2:09,56    |       |
| 5    | Andrzej Chudziński | Polen               | 2:12,62    |       |
| 6    | Geoffrey Ferreira  | Trinidad und Tobago | 2:19,76    |       |
|      | Angelo Tozzi       | Italien             | 2:10,82    | DSQ   |

Tozzi wurde wegen inkorrekten Beinschlags disqualifiziert.

#### Vorlauf 3
| Rang | Athlet            | Nation         | Zeit (min) | Anm. |
| ---- | ----------------- | -------------- | ---------- | ---- |
| 1    | Hans Fassnacht    | BR Deutschland | 2:05,39    | Q    |
| 2    | Jorge Delgado     | Ecuador        | 2:05,61    | Q    |
| 3    | Wiktor Scharygin  | Sowjetunion    | 2:06,76    |      |
| 4    | James Findlay     | Australien     | 2:08,36    |      |
| 5    | Ron Jacks         | Kanada         | 2:09,04    |      |
| 6    | Ricardo Marmolejo | Mexiko         | 2:10,00    |      |
| 7    | Jacques Leloup    | Belgien        | 2:10,79    |      |
| 8    | Roy Chan          | Singapur       | 2:20,30    |      |

#### Vorlauf 4
| Rang | Athlet           | Nation             | Zeit (min) | Anm.  |
| ---- | ---------------- | ------------------ | ---------- | ----- |
| 1    | Mark Spitz       | Vereinigte Staaten | 2:02,11    | OR, Q |
| 2    | Hartmut Flöckner | DDR                | 2:05,54    | Q     |
| 3    | John Mills       | Großbritannien     | 2:06,58    |       |
| 4    | Brian Brinkley   | Großbritannien     | 2:06,82    |       |
| 5    | Byron MacDonald  | Kanada             | 2:12,12    |       |
| 6    | Gaetano Carboni  | Italien            | 2:12,16    |       |
| 7    | Hsu Tung-hsiung  | Republik China     | 2:16,35    |       |
| 8    | Carlos Singson   | Philippinen        | 2:23,70    |       |

### Finale
| Rang | Athlet           | Nation             | Zeit (min) | Anm. |
| ---- | ---------------- | ------------------ | ---------- | ---- |
| 1    | Mark Spitz       | Vereinigte Staaten | 2:00,70    | WR   |
| 2    | Gary Hall        | Vereinigte Staaten | 2:02,86    |      |
| 3    | Robin Backhaus   | Vereinigte Staaten | 2:03,23    |      |
| 4    | Jorge Delgado    | Ecuador            | 2:04,60    |      |
| 5    | Hans Fassnacht   | BR Deutschland     | 2:04,69    |      |
| 6    | András Hargitay  | Ungarn             | 2:04,69    |      |
| 7    | Hartmut Flöckner | DDR                | 2:05,34    |      |
| 8    | Folkert Meeuw    | BR Deutschland     | 2:05,57    |      |